# Сан-Сальваторе-аль-Весково
Сан-Сальваторе-аль-Весково (итал. La chiesa San Salvatore al Vescovo) — приходская римско-католическая церковь во Флоренции, Тоскана, Италия. Расположена в историческом центре города, на площади Пьяцца-дель-Олио (Рiazza dell’Olio), за дворцом архиепископа (Arcivescovile), от которого и произошло её название.

## История
Первая церковь на этом месте была построена в IX веке, задокументирована в 1032 году и впоследствии претерпела несколько изменений. Вероятно, была перестроена в 1221 году на основе проекта Лапо Тедеско (соответствующие сведения Джорджо Вазари сообщил в «Жизни Арнольфо ди Камбио»); поверхностное прочтение текста привело некоторых авторов к выводу, что проект Сан-Сальваторе был разработан самим Арнольфо, но он в 1221 году ещё не родился.
Церковь была центром одного из тридцати шести приходов «древнего круга» Флоренции.

## Архитектура
Здание сохранило романский фасад (по крайней мере, в нижней части) с тремя глухими арками на полуколоннах. Фасад облицован в «инкрустационном стиле» чередующимися плитами белого каррарского и зелёного мрамора-змеевика. Под боковыми арками с каждой стороны расположено по шесть панелей, из которых только верхние имеют инкрустацию с ромбовидным мотивом. Над порталом находится люнет с семью вертикальными элементами, которые, вероятно, намекают на семь алтарных канделябров. Над арками с двухцветными архивольтами тянется небольшой фриз с чёрными и белыми изразцами, расположенными в форме ромбов. Капители являются переработкой коринфских образцов, в центре вместо цветка находится спирально закрученная веточка, по форме напоминающая пастушеский посох. В целом это редкий образец флорентийского романского стиля, сравнимый разве что с фасадом церкви Сан-Миниато-аль-Монте, внешней облицовкой флорентийского баптистерия, а также фасадами Бадиа Фьезолана и коллегиальной церкви в Эмполи.
Вначале церковь находилась отдельно от резиденции архиепископа, пока дворец не был расширен и церковь не стала его личной капеллой. Это было официально оформлено в 1441 году, когда папа Евгений IV объединил приход Сан-Сальваторе с соседним приходом Сан-Руффильо.
Верхняя часть фасада была переделана в XIX веке, вместо прямоугольного окна XVIII века с арочным фронтоном было сделано круглое окно — окулюс. Во время тех же работ, начавшихся примерно в 1895 году, был расширен корпус архиепископского дворца над самой церковью, при этом снаружи сохранился только профиль фронтона. Колокольню разобрали, уменьшили в размерах, а затем установили наверху нового здания.
Интерьер церкви сохранил облик XVIII века, созданный во время работ в архиепископстве Бернардино Чурини, завершённых в 1737 году, которые также включали реконструкцию двора дворца, где находится вход в церковь. Зальная церковь, состоящая из одного высокого нефа, перекрытого цилиндрическим сводом, полностью украшена фресками XVIII века, включая «Вознесение Христа» работы Винченцо Меуччи на своде и «Воскресение» того же художника в нефе; в малом куполе хора — «Преображение» работы Джованни Доменико Ферретти, который является также автором алтарной картины «Поклонения пастухов» (1738). Монохромные росписи, в том числе образы святых на стенах, имитирующие скульптуру, — работа Пьетро Андерлини. Образ Мадонны написал Санти ди Тито.
- Деталь декора фасада
- Капитель
- Центральный люнет с «канделябрами»
- Интерьер
- Алтарь
- Контрфасад
- Джованни Доменико Ферретти. Роспись купола
- Джованни Доменико Ферретти. Поклонение пастухов. Фреска апсиды. 1738
- Поклонение пастухов. Деталь росписи
- Винченцо Меуччи. Вознесение Христа. Роспись свода нефа
- Пьетро Андерлини. Святой Варфоломей. Роспись «обманка»
- Пьетро Андерлини. Святой Иаков Младший. Роспись «обманка»